# Marco Melandri
Marco Melandri (* 7. srpna 1982) je italský motocyklový závodník, který má bohaté zkušenosti jak ze seriálu MotoGP, tak z WSBK. Od příští sezóny (2017) vstoupí do továrního týmu Aruba.it Racing - Ducati Superbike ve světovém šampionátu WSBK. Je také mistrem světa ve třídě do 250 cm³ z roku 2002 a vicemistrem světa kategorie MotoGP z roku 2005.

## Statistiky

### Mistrovství světa silničních motocyklů (MotoGP)
| Sezona | Třída   | Moto                   | Tým                          | Závody | Vítězství | Podia | Pole | Kola | Body | Pozice | Titul |
| ------ | ------- | ---------------------- | ---------------------------- | ------ | --------- | ----- | ---- | ---- | ---- | ------ | ----- |
| 1997   | 125 cm³ | Honda RS125R           |                              | 1      | 0         | 0     | 0    | 0    | 0    | –      | 0     |
| 1998   | 125 cm³ | Honda RS125R           |                              | 14     | 2         | 8     | 3    | 1    | 202  | 3.     | 0     |
| 1999   | 125 cm³ | Honda RS125R           |                              | 14     | 5         | 9     | 3    | 4    | 226  | 2.     | 0     |
| 2000   | 250 cm³ | Aprilia RSV250         |                              | 16     | 0         | 4     | 1    | 0    | 159  | 5.     | 0     |
| 2001   | 250 cm³ | Aprilia RSV250         |                              | 15     | 1         | 9     | 0    | 4    | 194  | 3.     | 0     |
| 2002   | 250 cm³ | Aprilia RSV250         |                              | 16     | 9         | 12    | 2    | 4    | 298  | 1.     | 1     |
| 2003   | MotoGP  | Yamaha YZR-M1          | Yamaha-YMR                   | 13     | 0         | 0     | 0    | 0    | 45   | 15.    | 0     |
| 2004   | MotoGP  | Yamaha YZR-M1          | Tech 3                       | 15     | 0         | 2     | 0    | 0    | 75   | 12.    | 0     |
| 2005   | MotoGP  | Honda RC211V           | Gresini Racing               | 17     | 2         | 7     | 0    | 3    | 220  | 2.     | 0     |
| 2006   | MotoGP  | Honda RC211V           | Gresini Racing               | 17     | 3         | 7     | 0    | 0    | 228  | 4.     | 0     |
| 2007   | MotoGP  | Honda RC212V           | Gresini Racing               | 17     | 0         | 3     | 0    | 0    | 187  | 5.     | 0     |
| 2008   | MotoGP  | Ducati Desmosedici GP8 | Ducati Corse                 | 18     | 0         | 0     | 0    | 0    | 51   | 17.    | 0     |
| 2009   | MotoGP  | Kawasaki Ninja ZX-RR   | Hayate Racing Team           | 17     | 0         | 1     | 0    | 0    | 108  | 10.    | 0     |
| 2010   | MotoGP  | Honda RC212V           | San Carlo Honda Gresini Team | 17     | 0         | 0     | 0    | 0    | 103  | 10.    | 0     |
| Celkem |         |                        |                              | 207    | 22        | 62    | 9    | 16   | 2096 |        | 1     |

### Mistrovství světa superbiků (SBK)
| Sezona | Motocykl      | Tým                         | Závody | Vítězství | Podia | Pole | Kola | Body   | Pozice | Titul |
| ------ | ------------- | --------------------------- | ------ | --------- | ----- | ---- | ---- | ------ | ------ | ----- |
| 2011   | Yamaha YZF-R1 | Yamaha World Superbike Team | 26     | 4         | 15    | 1    | 3    | 395    | 2.     |       |
| 2012   | BMW S1000RR   | BMW Motorrad Motorsport     | 25     | 6         | 11    | 0    | 4    | 328,5  | 3.     |       |
| 2013   | BMW S1000RR   | BMW Motorrad GoldBet SBK    | 26     | 3         | 12    | 0    | 3    | 359    | 4.     |       |
| Celkem |               |                             | 77     | 13        | 38    | 1    | 10   | 1082,5 |        |       |